# آبشار جانتز فوس
آبشار جانتز فوس (به انگلیسی: Janet's Foss) آبشاری است که در انگلستان واقع شده و ارتفاع کلی ریزشگاه آن ۲۱ متر است.